# 尼羅魚
尼羅魚為輻鰭魚綱鼠鱚目尼羅魚科的其中一種，分布於非洲白尼羅河流域，本魚吻突出且圓，氣鰾連接到食道，體微白色，淡黃色的背面有小的褐色斑點，臀鰭軟條9-10枚，體長可達2.9公分，可做為食用魚。